# Campionat de Catalunya de futbol 1901-1902
La temporada 1901-02 del Campionat de Catalunya de futbol fou la segona edició de la competició. Fou disputada la temporada 1901-02 pels principals clubs de futbol de Catalunya. De la mateixa forma que la primera edició, va rebre la denominació de Copa Macaya. Hi van participar cinc equips, tots ells de Barcelona.

## Primera Categoria

### Classificació final
| Pos | Equip             | PJ | PG | PE | PP | GF | GC | DG  | Pts | Classificació |      | Futbol Club Barcelona | Hispània Athletic Club | Club Deportiu Espanyol | Club Universitari de Foot-ball | Català Futbol Club |
| --- | ----------------- | -- | -- | -- | -- | -- | -- | --- | --- | ------------- | ---- | --------------------- | ---------------------- | ---------------------- | ------------------------------ | ------------------ |
| 1   | FC Barcelona (C)  | 8  | 8  | 0  | 0  | 60 | 2  | +58 | 16  | Campió        |      | —                     | 1–0                    | 7–0                    | 8–0                            | 12–0               |
| 2   | Hispània AC       | 8  | 6  | 0  | 2  | 30 | 7  | +23 | 12  |               |      | 2–4                   | —                      | 2–1                    | 3–0                            | 9–0                |
| 3   | Club Espanyol     | 8  | 3  | 1  | 4  | 11 | 20 | −9  | 7   |               | 0–4  | 0–3                   | —                      | 3–3                    | 2–0                            |                    |
| 4   | Club Universitari | 8  | 1  | 2  | 5  | 8  | 33 | −25 | 4   |               | 0–9  | 1–5                   | 0–3                    | —                      | 0–0                            |                    |
| 5   | Català FC         | 8  | 0  | 1  | 7  | 3  | 50 | −47 | 1   |               | 0–15 | 0–6                   | 1–2                    | 2–4                    | —                              |                    |

### Resultats finals
- Campió de Catalunya: FC Barcelona
- Classificats pel Campionat d'Espanya: Tots els clubs van ser convidats a la Copa d'Espanya de 1902, però només el FC Barcelona i el Club Espanyol acceptaren.
- Descensos: No hi havia descensos reglamentats
- Ascensos: No hi havia ascensos reglamentats